# ولندینگن
ولندینگن (به آلمانی: Wellendingen) یک شهر در آلمان است که در روتوایل واقع شده‌است. ولندینگن ۳٬۰۹۶ نفر جمعیت دارد.